# Prison d'Osaka
La prison d'Osaka (大阪拘置所, Osaka Kōchisho)  est un établissement correctionnel situé dans l'arrondissement  Miyakojima-ku, à Osaka. Elle est gérée par le ministère de la Justice.
L'une des sept salles d'exécution de la peine de mort du Japon s'y trouve.

## Détenus notables
- Kaoru Kobayashi[1] (pendu le 21 février 2013)
- Mamoru Takuma[2] (pendu le 14 septembre 2004)
- Yukio Yamaji[3] (pendu le 28 juillet 2009)
- Yoshio Yamasaki (pendu le 17 juin 2008)
- Kenichi Watanabe (pendu le 16 juin 1988)
- Keizo Okamoto (pendu le 27 décembre 2018)
- Hiroya Suemori (pendue le 27 décembre 2018)
- Yoshihiro Inoue (pendu le 6 juillet 2018)
- Tomomitsu Niimi (pendu le 6 juillet 2018)
- Sokichi Furutani (pendu le 31 mai 1985)
- Yasutoshi Kamata (pendu le 25 mars 2016)